# Armstrong-Rendel-Kreuzer

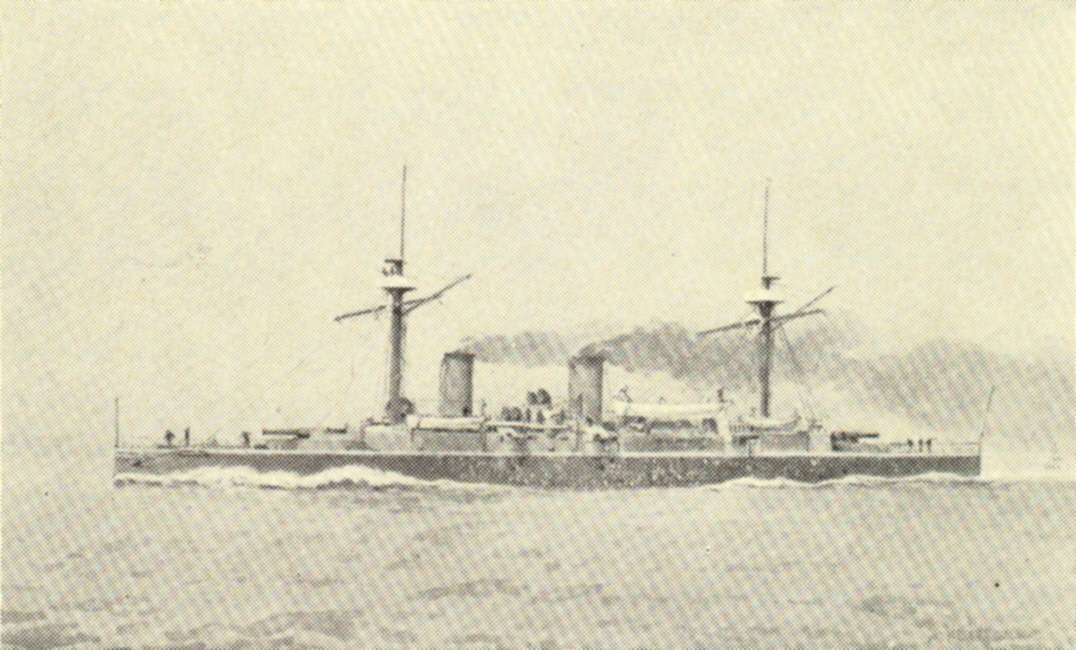
Kreuzer Esmeralda III

Armstrong-Rendel-Kreuzer waren keine eigene Kriegsschiffsklasse, sondern die Bezeichnung für einen Typ der in der 2. Hälfte des 19. Jahrhunderts entstandenen Rammkreuzer. Ihren Namen tragen diese Kreuzer nach ihrem Konstrukteur George Rendel und der britischen Werft Armstrong. Der erste Armstrong-Rendel-Kreuzer war das 1882 für Chile gebaute Panzerdeckschiff Esmeralda.
Armstrong-Rendel-Kreuzer waren die ersten Rammkreuzer mit durchgehendem Panzerdeck und einem Seitenschutz aus Kohle sowie einem Korkdamm. Die Kohle in den Bunkern entlang der Bordwand diente als Brennstoff und als Schutz gegen feindliche Treffer. Man verzichtete damit bewusst auf den schweren Gürtelpanzer des Schiffsrumpfes, den man bei der angewendeten Rammtaktik für entbehrlich hielt und der bei Torpedotreffern ohnehin keinen Schutz bot. Durch den Verzicht auf Gürtel- und auch auf den Seitenpanzer erreichte man eine Gewichtseinsparung, die den Schiffen eine höhere Geschwindigkeit verlieh. Außerdem konnte man eine größere Anzahl von Geschützen mittleren Kalibers aufstellen.
Der erste Armstrong-Rendel-Kreuzer, die chilenische Esmeralda, bewährte sich, da er schneller war als die konventionellen Panzerschiffe und diesen an Offensivkraft nur wenig nachstand. Zudem waren die Baukosten wesentlich geringer. Daher wurde dieser Schiffstyp vor allem für wirtschaftlich schwache Staaten interessant, so dass auf der Armstrong-Werft weitere Armstrong-Rendel-Kreuzer gebaut wurden. In der Folge entstanden auch kleinere Schiffe dieses Typs, die sich aber als schlechte Seeschiffe erwiesen. Mit den Geschützen großen Kalibers waren sie überarmiert und hatten zudem Probleme mit der Manövrierfähigkeit.
Im letzten Jahrzehnt des 19. Jahrhunderts wurde der Armstrong-Rendel-Kreuzer bei Armstrong in Elswick zum Elswick-Kreuzer weiterentwickelt.